# خاطرات چرنوبیل
خاطرات چرنوبیل (به انگلیسی : Chernobyl Diaries) یک فیلم ترسناک به کارگردانی برد پارکر محصول سال ۲۰۱۲ میلادی است که داستان آن در شهر پریپیات می‌گذرد.